# 19e Bureau politique du Parti communiste chinois

Le 19e Bureau politique du Parti communiste chinois est l'organe dirigeant principal du Parti communiste chinois, élu par le Comité central du Parti, lui-même élu par le 19e congrès national du Parti, en novembre 2017. Il est remplacé par le 20e Bureau politique en octobre 2022.

## Élection
En novembre 2017, les participants au congrès élisent le nouveau Comité central du Parti communiste chinois composé de 205 dignitaires. Ces derniers désignent à leur tour le bureau politique composé de 25 membres, dont deux femmes. Parmi eux, sont désignés les sept membres du comité permanent, tous des hommes. 

## Composition du19eBureau politique

### Secrétaire général

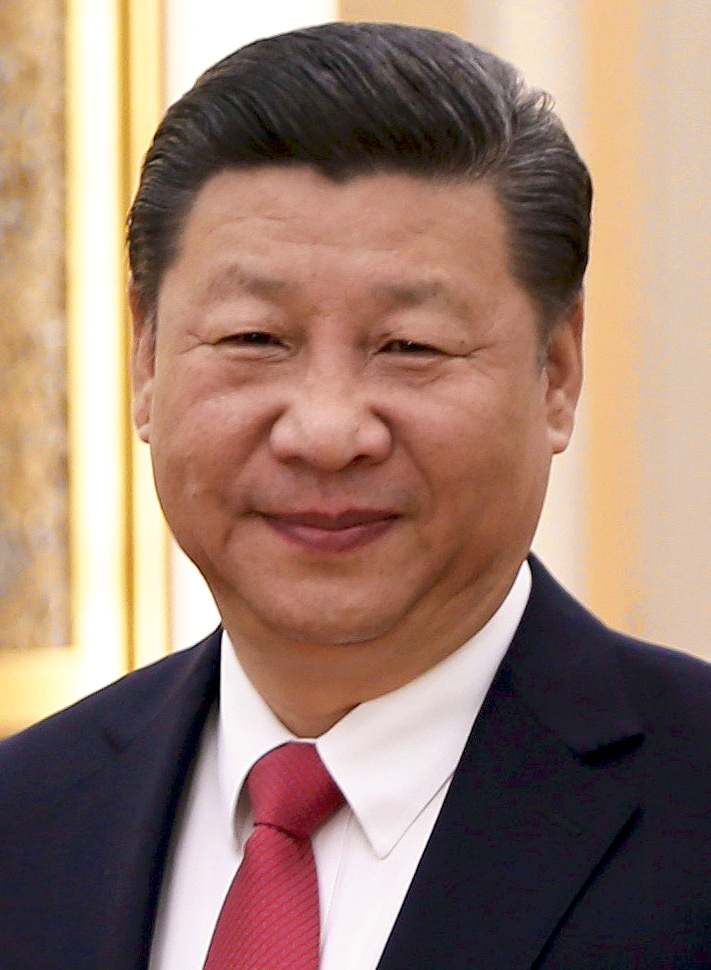
Xi Jinping

### Les membres duComité permanent

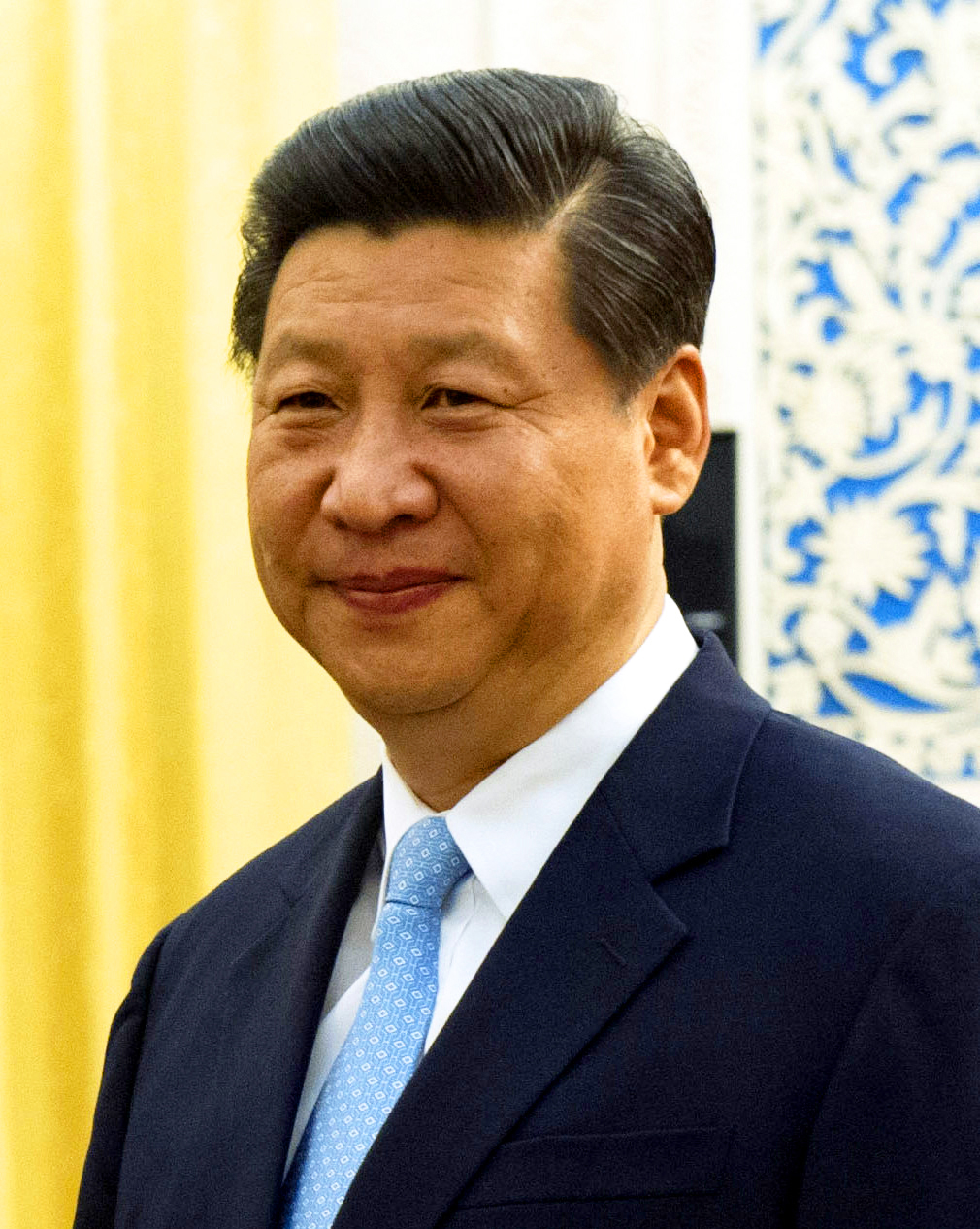
Xi Jinping
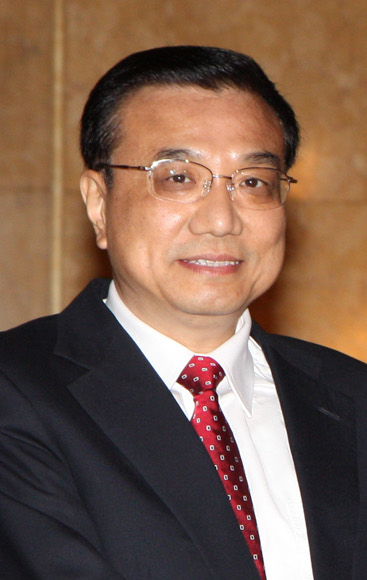
Li Keqiang
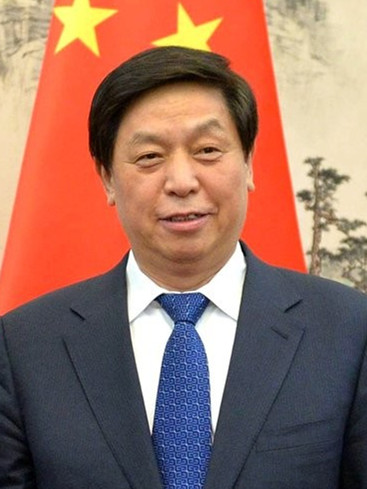
Li Zhanshu
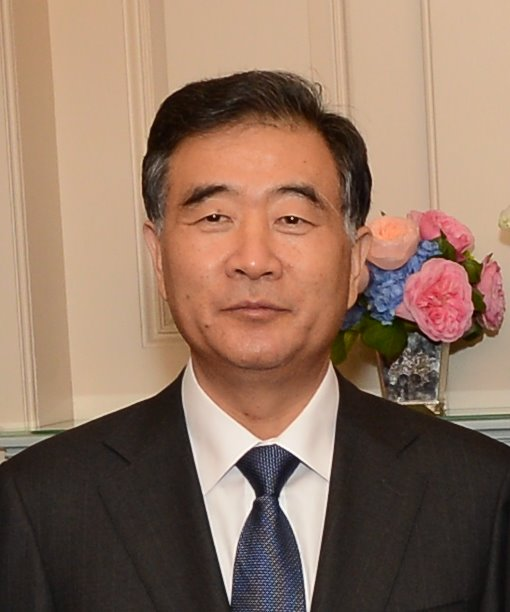
Wang Yang
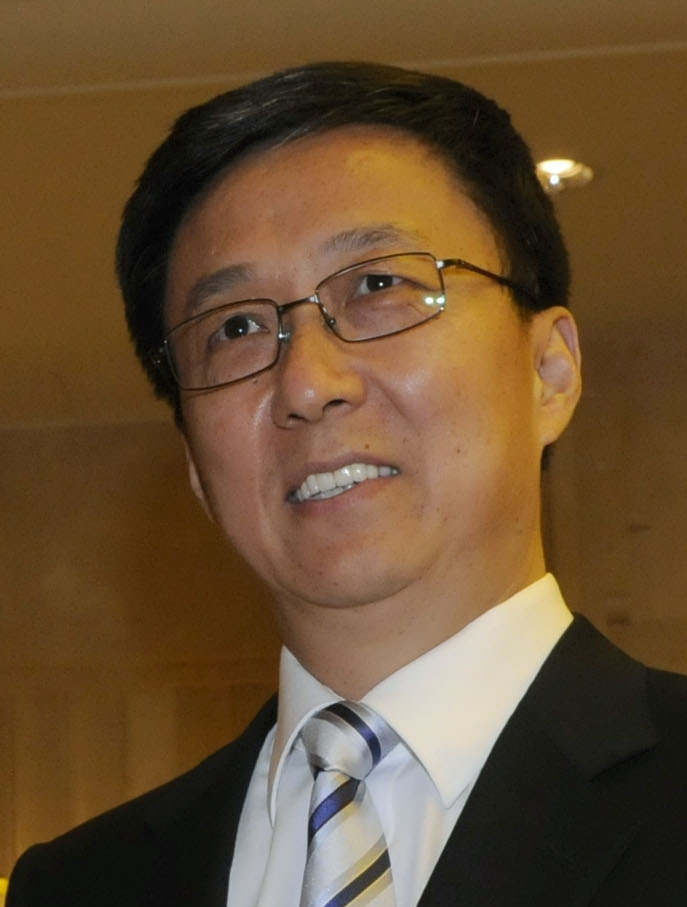
Han Zheng

### Les autres membres duBureau politique

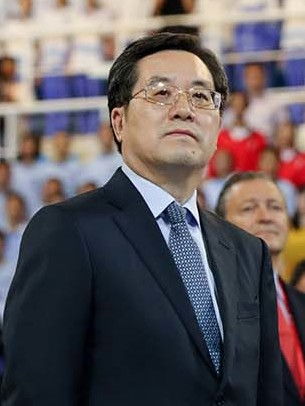
Ding Xuexiang
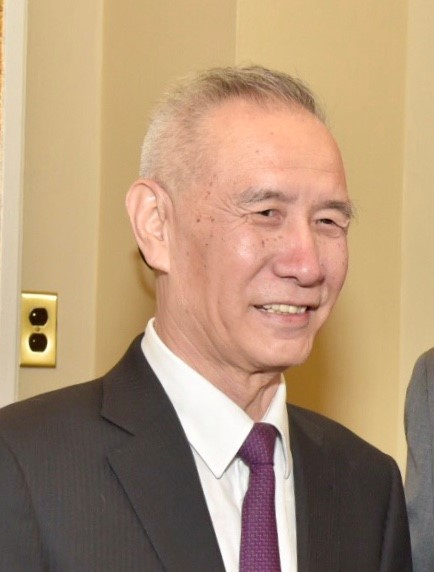
Liu He
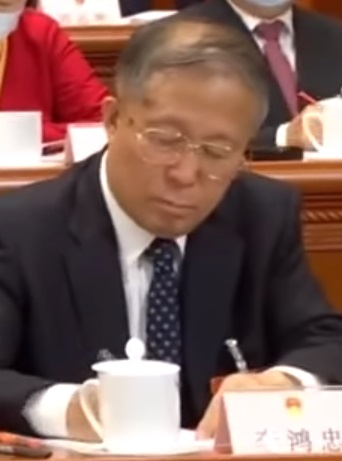
Li Hongzhong (en)
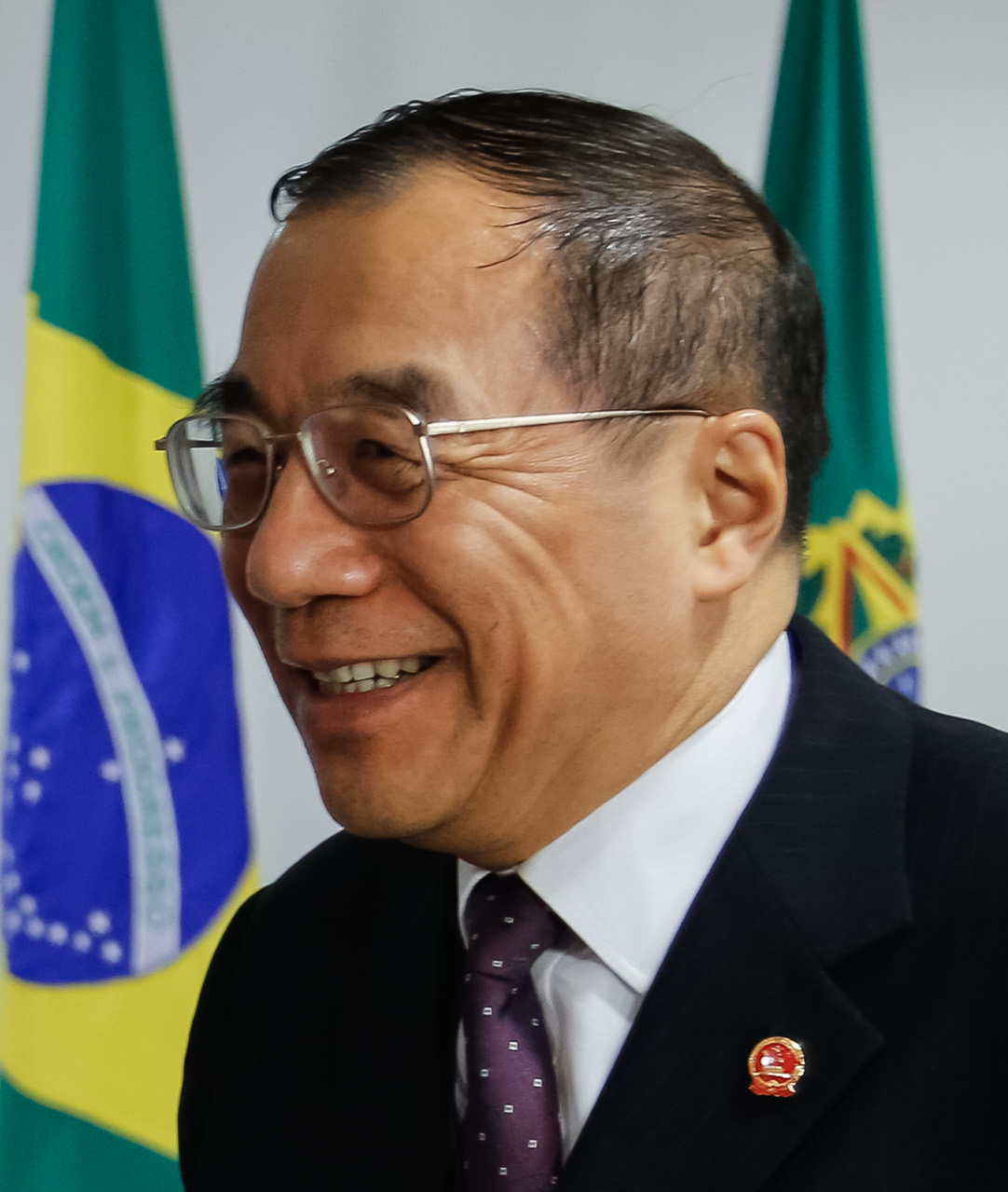
Yang Xiaodu (en)
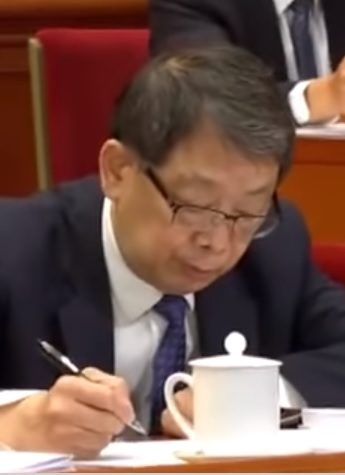
Chen Xi (en)
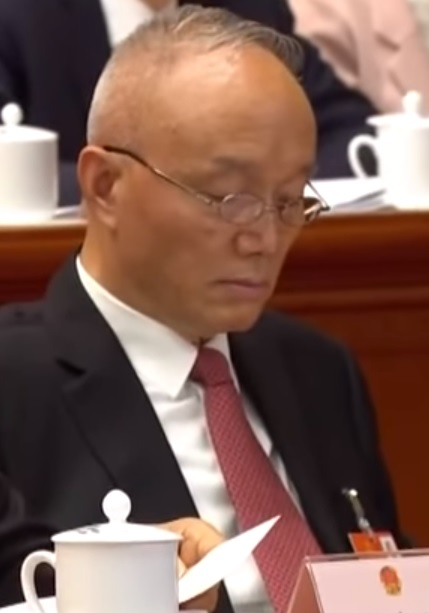
Cai Qi
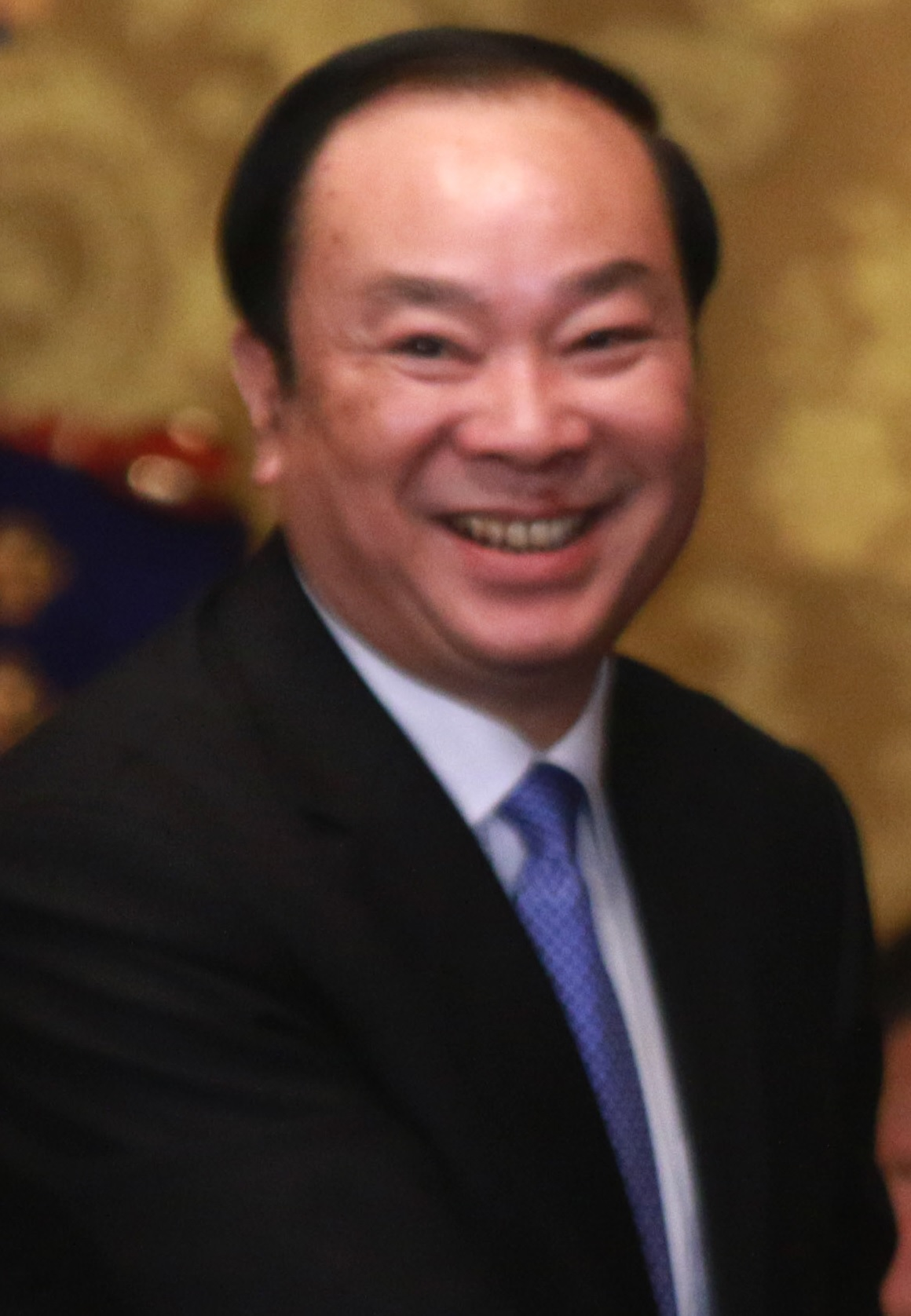
Huang Kunming (en)
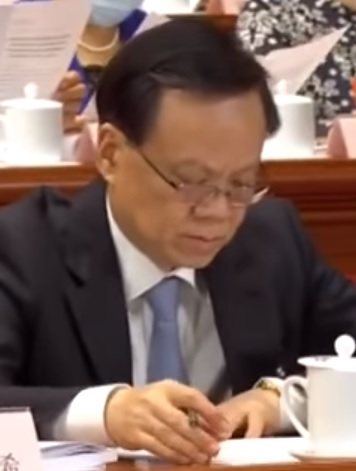
Chen Min’er
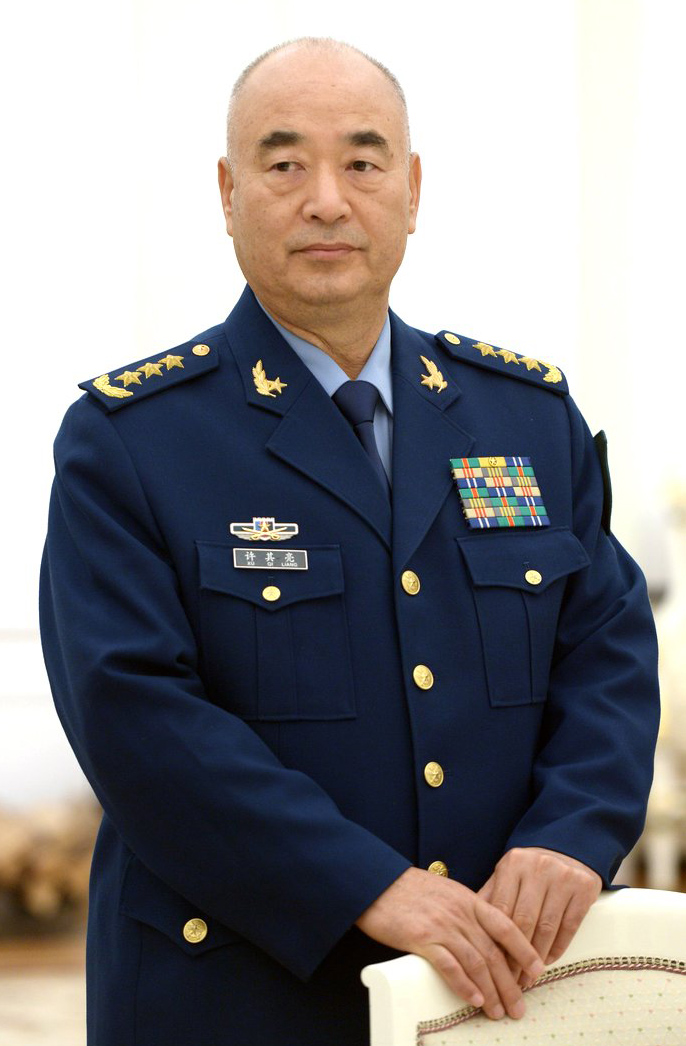
Xu Qiliang
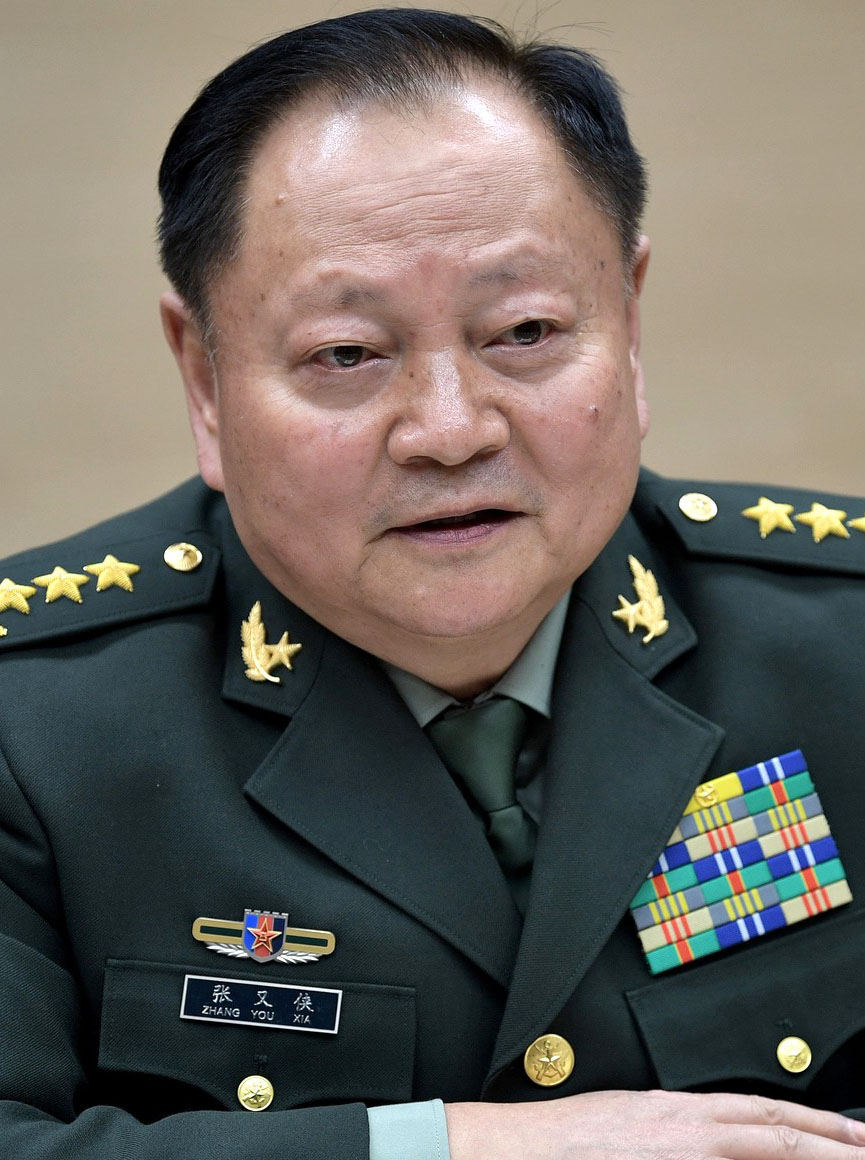
Zhang Youxia
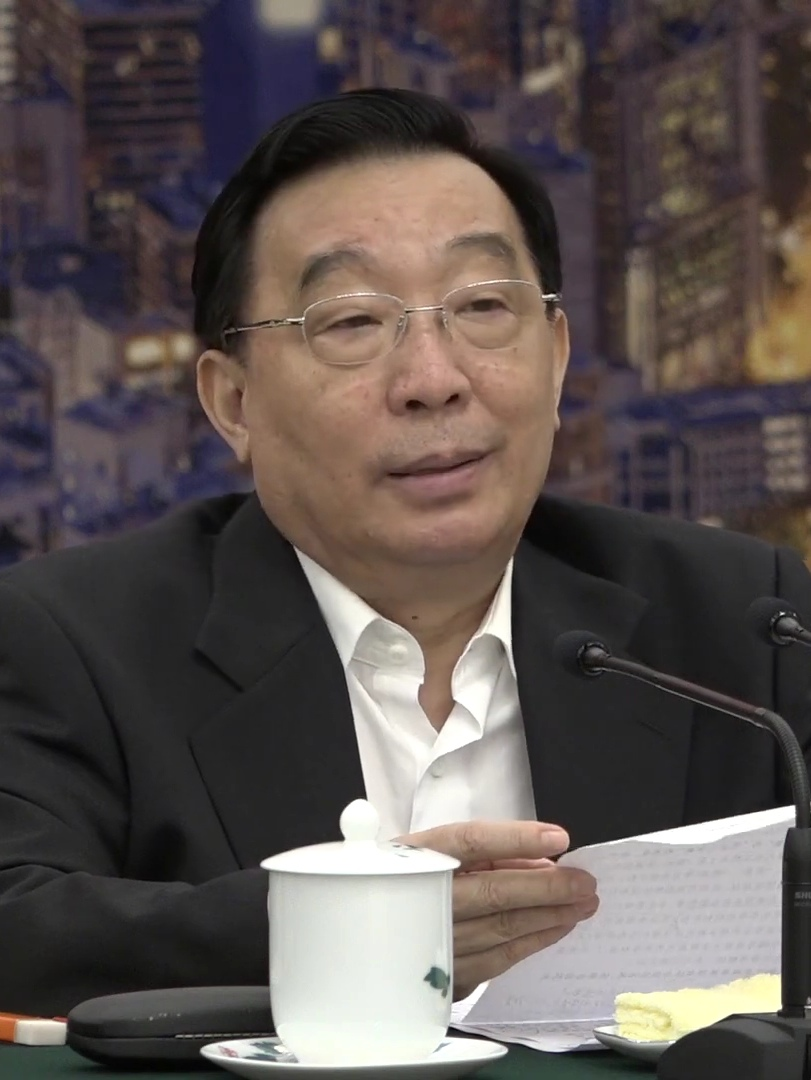
Wang Chen (en)
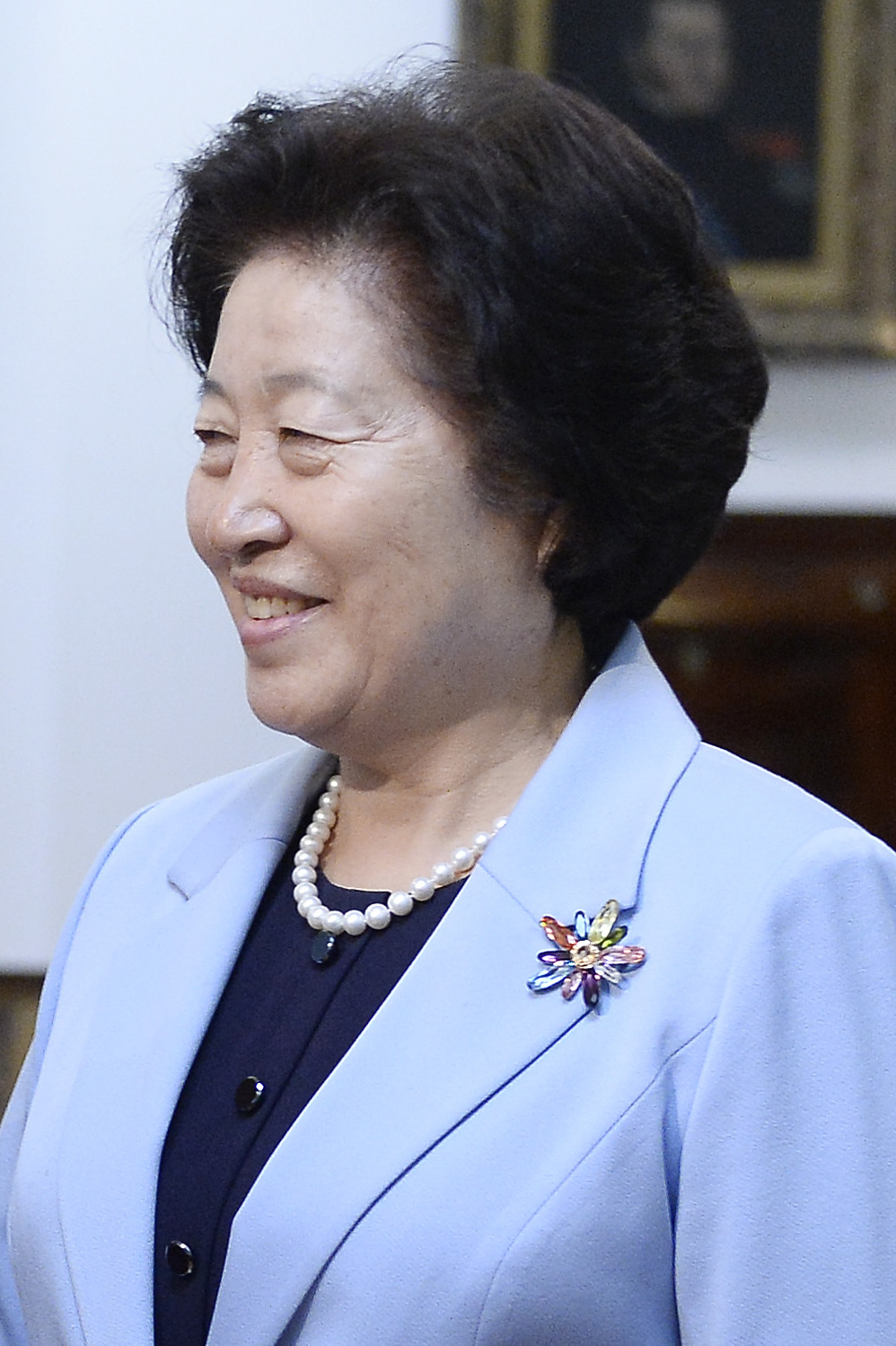
Sun Chunlan, seule femme membre
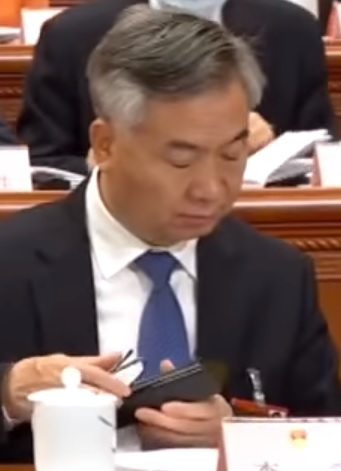
Li Xi
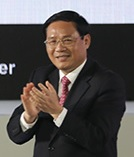
Li Qiang
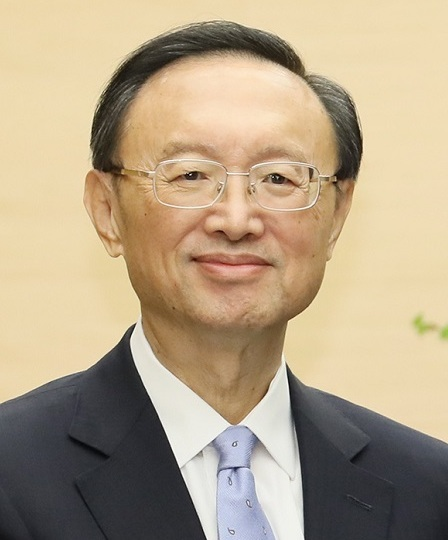
Yang Jiechi
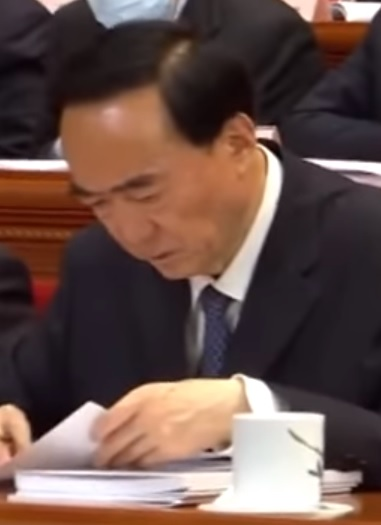
Chen Quanguo
Hu Chunhua
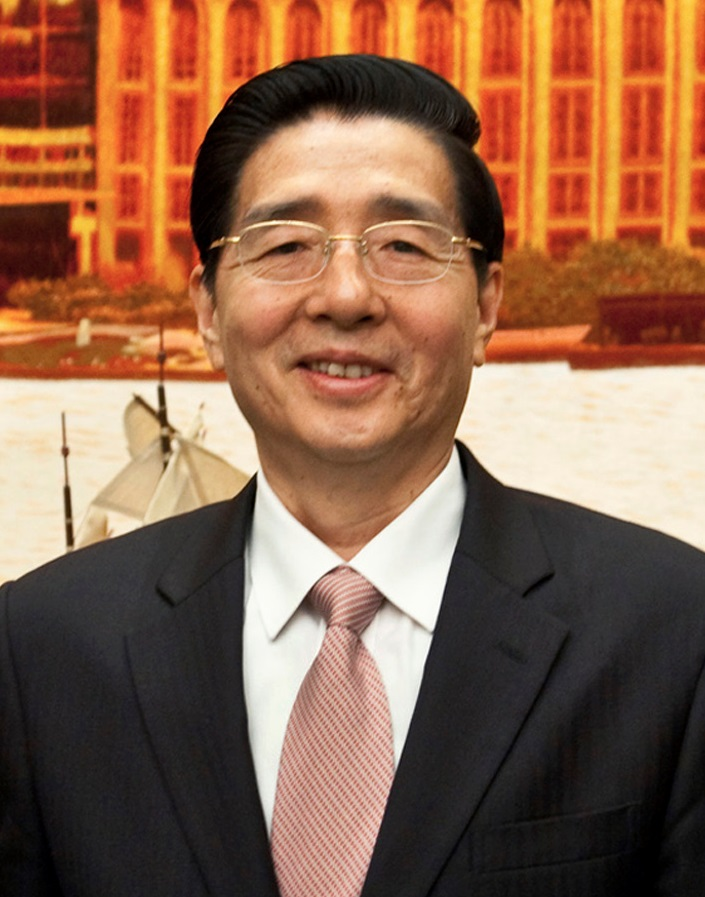
Guo Shengkun